# AEA Cygnet
Cygnet (Aerodrome #5) var ett försöksflygplan konstruerat av Alexander Graham Bell 1907.
Flygplanet var en motorförsedd vidareutveckling av Bells Cygnet kite som tillverkades med stöd av organisationen Aerial Experiment Association (AEA)
- Cygnet I

Första flygningen genomfördes av Thomas Selfridge 6 december 1907 på Bras d'Or Lake i Nova Scotia Kanada. Han bogserades upp av en motorbåt och nådde cirka 51 meters höjd. Flygturen varade sju minuter, men eftersom flygplanet var svårt att styra blev sättningen något hård och farkosten förstördes vid landningen mot vattenytan. 
- Cygnet II

1908 konstruerades farkosten om den minskades i storlek och försågs med ett hjul landställ, samt en Curtiss V-8 motor. Man gjorde flera försök att flyga med farkosten vid Baddeck i Nova Scotia, men resultaten var nedslående, det blev bara små lufthopp.
- Cygnet III

Man försåg farkosten med en starkare Gnome et Rhône roterande motor på 70 hk. Piloten John McCurdy lyckades 1 mars 1912 få farkosten att lyfta från Lake Bras d'Or vattenyta.